# Moxoene
Moxoene fue una región de Armenia dentro del Imperio aqueménida que el rey Nersés I cedió al romano el 298, junto con las regiones de Arzanene, Ingilene, Zabdicene y Gordiene. Tenía un señor territorial.
Estaba situada al sur del lago Van y al norte de la Gordiene. Los armenios la llamaban Mokq. 
En tiempos de Sapor II de Persia, por el 368, Moxoene volvió a su dominio y quedó a la Persarmenia en la partición de 387.
A finales del siglo IV, los persas derrocaron al señor Suran, que se había rebelado, pero que más tarde recuperó el poder. En el siglo V, estaba bajo control de una familia armenia o armenizada.
- Datos: Q2360881